# Barrio Villaseca

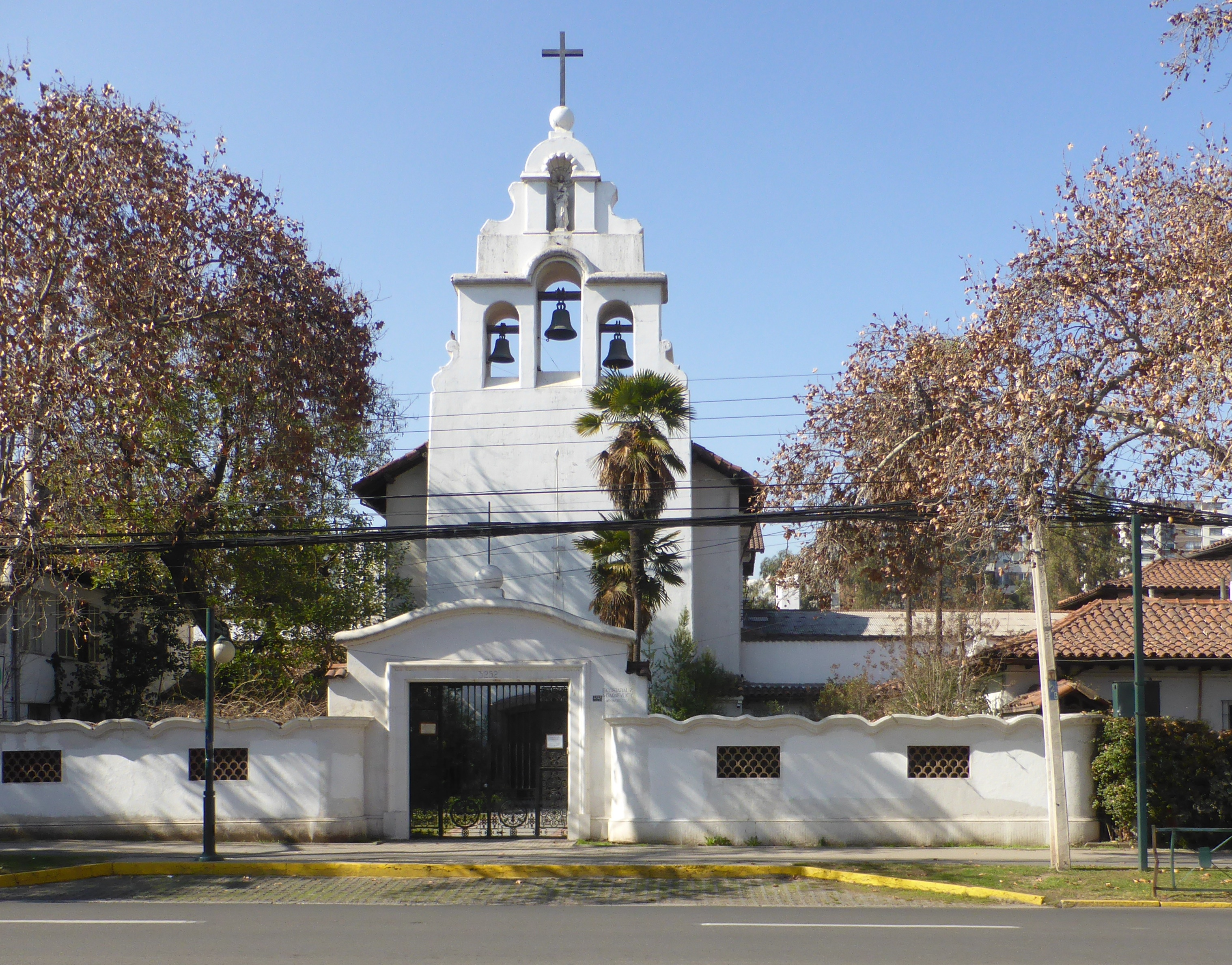
Monasterio de San José de las Carmelitas Descalzas

Villaseca es un barrio de Santiago de Chile, ubicado entre la Avenida Pedro de Valdivia por el poniente, Avenida Suecia por el oriente, Avenida Irarrázaval por el sur y Avenida Diego de Almagro en el norte.
En él se ubica el Monasterio San José, de las Carmelitas Descalzas, primer monasterio fundado en Chile, el 6 de enero de 1690, ubicado en Avenida Pedro de Valdivia casi esquina Avenida Irarrázaval.
El Barrio debe su nombre a la calle Villaseca, vía existente desde la época del Imperio Español.
- Datos: Q5720987